# إيرغومترين
إيرغومترين (بالإنجليزية: Ergometrine)‏ أو ما يعرف بإرغونوڤين، وهو علاج يستخدم لعلاج النزيف المهبلي الحاد بعد الولادة عن طريق إحداث تقلصات في الرحم، يمكن إعطاؤه فمويا، حقنة عضلية أو حقنا في الوريد . يبدأ عمله خلال 15 دقيقة عند تناوله فمويا وأسرع عند أخده حقنا، ويستمر تأثيره من 45 دقيقة إلى 180 دقيقة.
أكثر الآثار الجانبية شيوعا : ارتفاع في ضغط الدم، قيء، تشنجات، صداع وانخفاض في الضغط. أما الآثار الجانبية الأخرى الأكثر خطورة تتضمن حدوث تسمم أرغوني، كانت بداية تصنيعه من فطر الأرغون الأحمر ولكن يمكن صناعته أيضا من حمض الليسرجيك ،ويتم تنظيم استخدام هذا الدواء بسبب إمكانية صنع ثنائي إيثيل أميد حمض الليسرجيك من الإيرغومترين.
تم اكتشاف الإيرغومترين عام 1932، وهو أحد الأدوية الموضوعة على قائمة منظمة الصحة العالمية للأدوية الأساسية، الأدوية الأكثر فعالية وأمانا الضرورية لصحة الجسم . وتبلغ قيمة البيع في البلدان النامية 0.12 إلى 0.41 دولارا أمريكيا للجرعة بشكل حقنة و 0.01 دولارا أمريكا للحبة عام 2014 ، أما في الولايات المتحدة فتبلغ قيمة الجرعة حوالي 1.75 دولارا أمريكا.

## الاستخدامات الطبية
يستخدم في طب التوليد لتسهيل عملية خروج المشيمة ولمنع حدوث النزيف بعد الولادة وذلك عن طريق تضييق جدران الأوعية الدموية في نسيج العضلات الملساء ، وبالتالي تقليل جريان الدم، وعادة يتم خلطه مع الأوكسايتوسين تحت اسم سنتمومترين .
يمكن أن يحفز تقلص الشرايين التاجية  ولهذا يمكن استخدامه لتشخيص ذبحة برنزميتال.

## الآثار الجانبية
تتضمن الآثار الجانبية ما يلي :،غثيان، قيء، ألم في البطن، إسهال، صداع، دوار، طنين في الأذن، ألم في الصدر، خفقان في القلب، بطء القلب ، ارتفاع مؤقت في ضغط الدم واضطراب نظم القلب ، ضيق النفس ، طفح ، صدمة .
الجرعة الزائدة منه تسبب تسمما واضحا يسمى التسمم الأرغوني أو «نار القديس أنتوني» وتتضمن : تضيق مستمر في الأوعية الدموية والذي ينتج عنه حدوث غنغرينا و البتر ، هلوسة ونسيان وإجهاض ، مشاكل في الجهاز الهضمي كالإسهال والغثيان والقيء . وهو ممنوع أثناء الحمل ، وفي أمراض الأوعية الدموية والذهان .

## آلية العمل
يعمل على مستقبلات ألفا ومستقبلات الدوبامين والسيروتونين ، ولكن تأثيره المحفز القوي على مستقبل معين في الرحم والعضلات الملساء غير واضح .

## تاريخ
عرف الإرغوت بخصائصه الدوائية منذ قرون مضت، لكنها لم تدرس وتنتشر حتى مطلع القرن العشرين، وبسبب تأثيره المجهض وخطر حدوث تسمم الأرغوت كان يستخدم بحذر لعلاج نزيف ما بعد الولادة .
تم الحصول على الارغومترين بعد فصله من قبل الكيميائي سي موير ودودلي عام 1935 ، وناقشت كارولين دي كوستا إمكانية استخدام الأيرغومترين للوقاية وعلاج النزيف، الذي قلل من وفيات الأمهات في الغرب مطلع القرن العشرين
.

## الحالة القانونية
تم وضع الإرغومترين في الجدول الأول للأسلاف ضمن اتفاقية الأمم المتحدة ضد الاتجار غير المشروع في المخدرات والمؤثرات العقلية ، وذلك لكونه سلفا لمركب ثنائي إيثيل أميد حمض الليسرجيك ، كذلك تم وضعه ضمن قائمة الاستخدام الخاطئ 1971 ذلك لأنة أحد مشتقات N ألكيل أميد الليسرجيك واستخدامه غير قانوني في المملكة المتحدة .